# 呉沛憶
呉 沛憶（ご はいおく、ウー ペイイー、1987年〈民国76年〉1月20日 - ）は、中華民国（台湾）の政治家。民主進歩党所属の立法委員。

## 経歴
2014年にひまわり学生運動が発生した際、学生運動組織内のメディアチームリーダーを務めた。同年、民進党に入党し、台湾民主研究所の所長を務めた。
2016年の総統選挙では蔡英文の選挙対策本部のメディア創造センター副主任を務めた。
2018年の台北市議会議員選挙に出馬し、選挙区最高得票率で初当選した。その後再選され2期務める。
2024年の第11回立法委員選挙では、再選を目指さなかった林昶佐の後任として民進党から台北市第五選挙区の候補者に指名され、初当選した。

## 選挙記録
| 年度 | 選挙                 | 選挙区           | 所属政党   | 得票数 | 得票率 | 当選 | 注釈 |
| ---- | -------------------- | ---------------- | ---------- | ------ | ------ | ---- | ---- |
| 2018 | 第13回台北市議員選挙 | 第五選挙区       | 民主進歩党 | 22,281 | 12.44% |      |      |
| 2022 | 第14回台北市議員選挙 | 第五選挙区       | 民主進歩党 | 17,034 | 9.98%  |      |      |
| 2024 | 第11回立法委員選挙   | 台北市第五選挙区 | 民主進歩党 | 66,932 | 39.81% |      |      |

## エピソード
ひまわり学生運動を経験した若者世代の政治家である呉沛憶、頼品妤、黄捷などは超党派派閥「這個世代連線（この世代連合）」を結成している。林昶佐の呼びかけによって2023年に結成し、洪慈庸などとも関わりが深い。